# MY Camelopardalis
Désignations
MY Camelopardalis (MY Cam) est une étoile binaire à enveloppe commune située dans l'amas ouvert Alicante 1, à ∼ 13 000 a.l. (∼ 3 990 pc) dans la constellation de la Girafe. Elle est l'un systèmes d'étoile binaire les plus massifs connus et c'est l'étoile la plus brillante d'Alicante 1.

## Le système
Le système est composé de deux étoiles bleues de la séquence principale de type spectral O5,5V(n) et O6,5V(n), sa composante primaire ayant 38 masses solaires et la secondaire 32.
MY Cam est une étoile binaire à contact et une binaire à éclipses, ayant une période orbitale de 1,2 jour et une vitesse orbitale de 1 000 000 km/h, soit environ 270 km/s.
Sa formation date de deux millions d'années,.

## Évolution
On prévoit que les deux étoiles s’uniront en une étoile massive d'environ 60 masses solaires, par réduction progressive de leurs orbites mutuelles par effets de marée et par radiation gravitationnelle. On présume que c'est de cette façon que les étoiles supermassives se forment.

## Lien web
- (en) [vidéo] « MY Camelopardalis, a very massive merger progenitor », sur YouTube